# Парламент Алжиру
Парламент Алжиру (араб. البرلمان الجزائري) — законодавчий орган Алжиру, що складається з двох палат:
- Ради Нації (верхня палата)
- Національної народної асамблеї (нижня палата)

Закони приймаються тільки після схвалення більшістю верхньої палати. Нижня палата не має права на подолання вето верхньої палати.